# Lista światowego dziedzictwa UNESCO we Włoszech

Liczba obiektów wpisanych na listę światowego dziedzictwa UNESCO w regionach Włoch, 2023

Lista światowego dziedzictwa UNESCO we Włoszech – lista miejsc we Włoszech wpisanych na listę światowego dziedzictwa UNESCO, ustanowionej na mocy Konwencji w sprawie ochrony światowego dziedzictwa kulturowego i naturalnego, przyjętej przez UNESCO na 17. sesji w Paryżu 16 listopada 1972 roku i ratyfikowanej przez Włochy 23 czerwca 1973 roku.
W kwietniu 2024 roku lista obejmowała 59 obiektów: 53 dziedzictwa kulturowego i 6 o charakterze przyrodniczo-kulturowym. Charakter transgraniczny ma 7 wpisów. Włochy, obok Chin, mają najwięcej na świecie obiektów wpisanych na listę.
Na włoskiej liście informacyjnej UNESCO – liście obiektów, które Włochy zamierzają rozpatrzyć do zgłoszenia do wpisu na listę światowego dziedzictwa, znajdują się 32 obiekty (stan na kwiecień 2024 roku).

## Obiekty na liście światowego dziedzictwa UNESCO
Poniższa tabela przedstawia włoskie obiekty na liście światowego dziedzictwa UNESCO:
Nr ref. – numer referencyjny UNESCO;
Obiekt – polskie tłumaczenie nazwy wpisu na liście wraz z jej angielskim oryginałem;
Położenie – miasto, prowincja, region; współrzędne geograficzne;
Typ – klasyfikacja według Komitetu Światowego Dziedzictwa:
- kulturowe (K),
- przyrodnicze (P),
- kulturowo–przyrodnicze (K,P);

Rok wpisu – roku wpisu na listę i rozszerzenia wpisu;
Opis – krótki opis obiektu wraz z informacjami o jego zagrożeniu.
     Wpis transgraniczny
| Nr ref. | Obiekt | Zdjęcie | Położenie | Typ                       | Rok                 | Opis |
| ------- | --- | ------- | --- | ------------------------- | ------------------- | --- |
| 94      | Sztuka naskalna w Val Camonica Rock Drawings in Valcamonica |         | Prowincja Brescia Lombardia 45°57′25,4″N 10°17′50,4″E/45,957056 10,297333                                               | K (iii)(vi)               | 1979                | Jedno z największych na świecie skupisk petroglifów – ponad 140 tys. figur, symboli i motywów związanych z rolnictwem, wojną i kultem religijnym wyrytych na skałach w alpejskiej dolinie Val Camonica. |
| 93      | Kościół i klasztor dominikański Santa Maria delle Grazie z Ostatnią Wieczerzą Leonarda da Vinci w Mediolanie Church and Dominican Convent of Santa Maria delle Grazie with “The Last Supper” by Leonardo da Vinci                                                                   |         | Mediolan Prowincja Mediolan Lombardia 45°27′57,2″N 9°10′13,8″E/45,465889 9,170500                                       | K (i)(ii)                 | 1980                | XV-wieczny klasztor Santa Maria delle Grazie wzniesiony przez Donato Bramantego (1444–1514) z refektarzem, na którego północnej ścianie znajduje się fresk Leonardo da Vinci – Ostatnia Wieczerza namalowany w latach 1495–1497. |
| 91      | Zespół zabytkowy Rzymu, dobra Stolicy Apostolskiej leżące na terenie Rzymu, korzystające z prawa eksterytorialności i kościół Św. Pawła za Murami Historic Centre of Rome, the Properties of the Holy See in that City Enjoying Extraterritorial Rights and San Paolo Fuori le Mura |         | Rzym Miasto Stołeczne Rzym Lacjum 41°53′24,8″N 12°29′32,3″E/41,890222 12,492306                                         | K (i)(ii)(iii)(iv)(vi)    | 1980 1990           | Historyczne centrum Rzymu, gdzie znajdują się zabytki starożytności m.in. Forum Romanum, mauzoleum Augusta, kolumna Trajana, kolumna Marka Aureliusza, Panteon, liczne budowle sakralne i administracji papieskiej, m.in. Pałac Kancelaryjny, Lateran, bazylika św. Pawła za Murami. Wpis transgraniczny z Watykanem.                |
| 174     | Zespół zabytkowy we Florencji Historic Centre of Florence |         | Florencja Prowincja Florencja Toskania 43°46′23,0″N 11°15′22,0″E/43,773060 11,256110                                    | K (i)(ii)(iii)(iv)(vi)    | 1982 2005           | Historyczne centrum Florencji – symbolu renesansu – z licznymi zabytkami architektury sakralnej i świeckiej, m.in. katedrą Santa Maria del Fiore, kościołem Santa Croce, galerią Uffizi i Palazzo Pitti. |
| 395     | Piazza del Duomo w Pizie Piazza del Duomo, Pisa |         | Piza Toskania 43°43′23″N 10°23′47″E/43,723056 10,396389                                                                 | K (i)(ii)(iv)(vi)         | 1987                | Zespół zabytkowy architektury średniowiecznej (XI–XIV w.) na pokrytym murawą placu z katedrą, baptysterium i kampanilą zwaną „Krzywą Wieżą” oraz cmentarz Camposanto Monumentale. |
| 394     | Wenecja z laguną Venice and its Lagoon |         | Wenecja Prowincja Wenecja Wenecja Euganejska 45°26′03,5″N 12°20′20,2″E/45,434306 12,338944                              | K (i)(ii)(iii)(iv)(v)(vi) | 1987                | Miasto wyspiarskie położone na 118 wysepkach, założone w X w., arcydzieło architektoniczne z budowlami zdobionymi dziełami najwybitniejszych włoskich malarzy renesansowych m.in. Giorgione, Tycjana, Tintoretto i Veronese. |
| 550     | Zespół zabytkowy San Giminiano Historic Centre of San Gimignano |         | San Gimignano Prowincja Siena Toskania 43°28′05,0″N 11°02′30,0″E/43,468060 11,041670                                    | K (i)(iii)(iv)            | 1990                | Średniowieczne miasto na trasie pielgrzymkowej Via Francigena do Rzymu, z charakterystycznymi wysokimi wieżami mieszkalnymi wznoszonymi przez rodziny szlacheckie jako symbole bogactwa i władzy; z 72 wież zachowało się 14. |
| 670     | I Sassi di Matera The Sassi and the Park of the Rupestrian Churches of Matera |         | Matera Prowincja Matera Basilicata 40°39′59″N 16°36′37″E/40,666389 16,610278                                            | K (iii)(iv)(v)            | 1993                | Sassi – wykute w skale domostwa, najpełniejszy przykład osadnictwa jaskiniowego w basenie Morza Śródziemnego. |
| 712     | Vicenza i wille palladiańskie w regionie Wenecji Euganejskiej City of Vicenza and the Palladian Villas of the Veneto |         | Vicenza Prowincja Vicenza Wenecja Euganejska 45°32′57″N 11°32′58″E/45,549167 11,549444                                  | K (i)(ii)                 | 1994 1996           | Historyczne miasto z zabudową projektu Andrei Palladio (1508–1580) oraz liczne wille palladiańskie w regionie Wenecji Euganejskiej – architektura Palladio dała początek stylowi palladiańskiemu. |
| 717     | Historyczne centrum Sieny Historic Centre of Siena |         | Siena Prowincja Siena Toskania 43°19′07″N 11°19′54″E/43,318611 11,331667                                                | K (i)(ii)(iv)             | 1995                | Średniowieczne miasto z gotycką zabudową z XII–XV w. wokół Piazza del Campo z dekoracjami m.in. Duccio di Buoninsegny (1260–1318), Simone Martiniego (1284–1344) czy Ambrogio Lorenzettiego (1290–1348). |
| 726     | Historyczne centrum Neapolu Historic Centre of Naples |         | Neapol Prowincja Neapol Kampania 40°51′05″N 14°15′46″E/40,851389 14,262778                                              | K (ii)(iv)                | 1995                | Historyczne centrum Neapolu z licznymi zabytkami architektury, m.in. kościołem Santa Chiara i zamkiem Castel Nuovo. |
| 730     | Crespi d’Adda |         | Capriate San Gervasio Prowincja Bergamo Lombardia 45°35′36,0″N 9°32′18,0″E/45,593330 9,538330                           | K (iv)(v)                 | 1995                | Osiedle z lat 20. XX w. wzniesione dla robotników fabryki tekstyliów. |
| 733     | Ferrara, miasto renesansowe i delta Padu Ferrara, City of the Renaissance, and its Po Delta |         | Ferrara Prowincja Ferrara Emilia-Romania 44°50′16″N 11°37′10″E/44,837778 11,619444                                      | K (ii)(iii)(iv)(v)(vi)    | 1995 1999           | Miasto zbudowane przy przeprawie na rzece Pad, ośrodek intelektualny i artystyczny włoskiego renesansu, m.in. z dzielnicami wzniesionymi według koncepcji miasta idealnego Biagio Rossettiego (1447–1516). |
| 398     | Castel del Monte |         | Prowincja Barletta-Andria-Trani Apulia 41°05′05,3″N 16°16′15,4″E/41,084806 16,270944                                    | K (i)(ii)(iii)            | 1996                | Zamek cesarza Fryderyka II Hohenstaufa, wzniesiony w XIII w., łącząc elementy klasycznego antyku, architektury islamu i północnoeuropejskiego gotyku cysterskiego – unikalny przykład średniowiecznej architektury wojskowej, charakteryzujący się matematyczną i astronomiczną precyzją układu i idealnie regularnym kształtem.     |
| 787     | Trulli w Alberobello The Trulli of Alberobello |         | Alberobello Prowincja Bari Apulia 40°46′57,0″N 17°14′13,0″E/40,782500 17,236940                                         | K (iii)(iv)(v)            | 1996                | Trulli – charakterystyczne domy wznoszone z wapienia na planie kwadratu lub koła, kryte stożkowatymi dachami z płaskich kamieni wapiennych, budowane bez użycia zaprawy. |
| 788     | Zabytki wczesnochrześcijańskie w Rawennie Early Christian Monuments of Ravenna |         | Rawenna Emilia-Romania 44°25′13,5″N 12°11′46,5″E/44,420417 12,196250                                                    | K (i)(ii)(iii)(iv)        | 1996                | Rawenna – stolica Cesarstwa Rzymskiego w V w. a do VIII w. siedziba bizantyjskiego egzarchatu – unikalne skupisko zabytków wczesnochrześcijańskich. Znajdują się tu m.in. mauzoleum Galli Placydii, baptysterium Ortodoksów, bazylika Sant’Apollinare Nuovo, baptysterium Arian, kaplica pałacu arcybiskupiego, mauzoleum Teodoryka. |
| 789     | Zespół zabytkowy w Pienzy Historic Centre of the City of Pienza |         | Pienza Prowincja Siena Toskania 43°04′37″N 11°40′43″E/43,076944 11,678611                                               | K (i)(ii)(iv)             | 1996                | Miasto przebudowane według renesansowych koncepcji urbanistycznych pod kierownictwem Bernardo Rossellino (1409–1464), który zastosował zasady Leona Battisty Albertiego (1404–1472) – powstał plac Piazza Pio II, wokół którego wznoszą się m.in. katedra, Palazzo Piccolomini i Palazzo Borgia.                                     |
| 549     | Pałac królewski z XVIII w. w Casercie wraz z parkiem, akweduktem Vanvitelli i zespołem San Leucio 18th-Century Royal Palace at Caserta with the Park, the Aqueduct of Vanvitelli, and the San Leucio Complex                                                                        |         | Prowincja Caserta Benewent Kampania 41°04′24,0″N 14°19′35,0″E/41,073330 14,326390                                       | K (i)(ii)(iii)(iv)        | 1997                | Zespół pałacowo–parkowy wzniesiony przez Burbonów w połowie XVIII w. |
| 823     | Rezydencje królewskie dynastii sabaudzkiej Residences of the Royal House of Savoy |         | Turyn Prowincja Turyn Piemont 45°04′21,1″N 7°41′08,6″E/45,072530 7,685720                                               | K (i)(ii)(iv)(v)          | 1997 2010           | Zespół kilkunastu budowli w Turynie i okolicach, powstałych po 1562 roku, kiedy książę Sabaudii, Emanuel Filibert, przeniósł stolicę z Chambéry do Turynu i rozpoczął szeroko zakrojony program budowlany dla podkreślenia świetności sabaudzkiego domu królewskiego.                                                                |
| 824     | Ogród botaniczny w Padwie Botanical Garden (Orto Botanico), Padua |         | Padwa Wenecja Euganejska 45°23′56,8″N 11°52′50,4″E/45,399111 11,880667                                                  | K (ii)(iii)               | 1997                | Pierwszy ogród botaniczny na świecie, założony w 1545 roku na planie kolistym, otoczony wodą – nadal służy jako ośrodek badań naukowych. |
| 826     | Portovenere, Cinque Terre i wyspy (Palmaria, Tino i Tinetto) Portovenere, Cinque Terre, and the Islands (Palmaria, Tino and Tinetto) |         | Prowincja La Spezia Liguria 44°06′25,0″N 9°43′45,0″E/44,106940 9,729170                                                 | K (ii)(iv)(v)             | 1997                | Odcinek wybrzeża liguryjskiego między Cinque Terre a Portovenere – krajobraz kulturowy o znaczących walorach krajobrazowych i kulturalnych. |
| 827     | Katedra, Torre Civica i Piazza Grande w Modenie Cathedral, Torre Civica and Piazza Grande, Modena |         | Modena Prowincja Modena Emilia-Romania 44°38′46,5″N 10°55′32,4″E/44,646240 10,925680                                    | K (i)(ii)(iii)(iv)        | 1997                | XII-wieczna katedra w Modenie – najświetniejszy przykład początków sztuki romańskiej. |
| 829     | Strefy archeologiczne – Pompeje, Herkulanum i Torre Annunziata Archaeological Areas of Pompei, Herculaneum and Torre Annunziata |         | Prowincja Neapol Kampania 40°45′00″N 14°28′00″E/40,750000 14,466667                                                     | K (iii)(iv)(v)            | 1997                | Pozostałości trzech antycznych miast Pompei, Herkulanum i Oplontis, pogrzebanych podczas wybuchu Wezuwiusza 24 sierpnia 70 roku n.e. i stopniowo odkopywanych od poł. XVIII w. |
| 830     | Wybrzeże Amalfitańskie Costiera Amalfitana |         | Prowincja Salerno Kampania 40°38′00″N 14°36′10″E/40,633333 14,602778                                                    | K (ii)(iv)(v)             | 1997                | Malowniczy pas wybrzeża z historycznymi miastami Amalfi i Ravello i terenami rolniczymi upraw winorośli, sadów i rozległych pastwisk. |
| 831     | Strefa archeologiczna w Agrigento Archaeological Area of Agrigento |         | Agrigento Sycylia 37°17′23″N 13°35′36″E/37,289722 13,593333                                                             | K (i)(ii)(iii)(iv)        | 1997                | Pozostałości Agrigento – jednego z głównych miast basenu Morza Śródziemnego w czasach antyku, z dobrze zachowanymi świątyniami doryckimi. |
| 832     | Villa Romana del Casale |         | Prowincja Enna Sycylia 37°21′58,0″N 14°20′03,0″E/37,366110 14,334170                                                    | K (i)(ii)(iii)            | 1997                | Pozostałości willi rzymskiej z IV w. n.e. zdobionej licznymi mozaikami. |
| 833     | Su Nuraxi w Barumini Su Nuraxi di Barumini |         | Prowincja Sud Sardegna Sardynia 39°42′21″N 8°59′29″E/39,705833 8,991389                                                 | K (i)(iii)(iv)            | 1997                | Pozostałości jednej z unikalnych budowli obronnych wznoszonych na Sardynii w epoce brązu, tzw. nuraxi, obejmujące okrągłe wieże obronne w kształcie ściętych stożków z komorami ze sklepieniem pozornym. |
| 825     | Strefa archeologiczna i Bazylika Patriarchów w Akwilei Archaeological Area and the Patriarchal Basilica of Aquileia |         | Prowincja Udine Friuli-Wenecja Julijska 45°46′06″N 13°22′03″E/45,768333 13,367500                                       | K (iii)(iv)(vi)           | 1998 2017 2018      | Pozostałości antycznej Akwilei zniszczonej w połowie V w. przez Attylę oraz Bazylika Matki Bożej Wniebowziętej. |
| 828     | Zespół zabytkowy w Urbino Historic Centre of Urbino |         | Urbino Prowincja Pesaro i Urbino Marche 43°43′30,0″N 12°38′00,0″E/43,725000 12,633330                                   | K (ii)(iv)                | 1998                | Ośrodek kulturowy renesansu w XV w. |
| 842     | Park Narodowy Cilento i Vallo di Diano oraz stanowiska archeologiczne Paestum i Velia oraz Certosa di Padula Cilento and Vallo di Diano National Park with the Archeological Sites of Paestum and Velia, and the Certosa di Padula                                                  |         | Prowincja Salerno Kampania 40°16′00″N 15°16′00″E/40,266667 15,266667                                                    | K (iii)(iv)               | 1998                | Obszar Cilento obejmuje malownicze zespoły sanktuariów i osad, usytuowanych wzdłuż trzech łańcuchów górskich na osi wschód-zachód; dawna granica między koloniami Wielkiej Grecji a terenami zamieszkanymi przez ludność etruską i lukańską – z okresu klasycznego zachowały się ruiny Paestum i Velii.                              |
| 907     | Villa Hadriana w Tivoli Villa Adriana (Tivoli) |         | Prowincja Rzym Lacjum 41°56′39,0″N 12°46′19,1″E/41,944167 12,771972                                                     | K (i)(ii)(iii)            | 1999                | Zespół budowli klasycznych, wzniesiony w II w. n.e. przez cesarza rzymskiego Hadriana – kompleks „miasta idealnego” łączącego najistotniejsze elementy spuścizny architektonicznej Egiptu, Grecji i Rzymu. |
| 990     | Asyż, bazylika franciszkańska i inne zabytki franciszkańskie Assisi, the Basilica of San Francesco and Other Franciscan Sites |         | Prowincja Perugia Umbria 43°03′58,2″N 12°37′20,8″E/43,066167 12,622444                                                  | K (i)(ii)(iii)(iv)(vi)    | 2000                | Średniowieczne miasto – miejsce narodzin świętego Franciszka i ośrodek działalnośsci zakonu franciszkanów; w bazylice Św. Franciszka malowidła pędzla Cimabue, Pietra Lorenzetti, Simone Martiniego i Giotta. |
| 797     | Miasto Werona Verona |         | Werona Wenecja Euganejska 45°26′19″N 10°59′38″E/45,438611 10,993889                                                     | K (ii)(iv)                | 2000                | Historyczne miasto z licznymi zabytkami starożytnymi, średniowiecznymi i renesansowymi. |
| 908     | Wyspy Liparyjskie Isole Eolie (Aeolian Islands) |         | Metropolitalne miasto Mesyna Sycylia 38°29′16,3″N 14°56′44,1″E/38,487861 14,945583                                      | P (viii)                  | 2000                | Wyspy Liparyjskie – rzadko spotykany przykład formacji i niszczenia wysp przez procesy wulkaniczne, od XVIII w. miejsce kształcenia wulkanologów, m.in. poprzez badania nad wulkanami Vulcano i Stromboli. |
| 1025    | Villa d’Este w Tivoli Villa d’Este, Tivoli |         | Prowincja Rzym Lacjum 41°57′50,1″N 12°47′46,5″E/41,963917 12,796250                                                     | K (i)(ii)(iii)(iv)(vi)    | 2001                | Villa d’Este z XVI-wiecznym ogrodem włoskim to jedno z najwspanialszych świadectw kultury renesansu. |
| 1024    | Miasta późnego baroku w dolinie Noto (południowo-wschodnia Sycylia) Late Baroque Towns of the Val di Noto (South-Eastern Sicily) |         | Metropolitalne miasto Katania Prowincja Ragusa Prowincja Syrakuzy Sycylia 36°53′35,5″N 15°04′08,1″E/36,893194 15,068917 | K (i)(ii)(iv)(v)          | 2002                | Osiem miast południowo-wschodniej Sycylii: Caltagirone, Militello in Val di Catania, Katania, Modica, Noto, Palazzolo Acreide, Ragusa i Scicli, odbudowane w stylu późnego baroku po trzęsieniu ziemi w 1693 roku. |
| 1068    | Sacri Monti w Piemoncie i Lombardii Sacri Monti of Piedmont and Lombardy |         | Piemont Lombardia 45°58′28,4″N 9°10′10,4″E/45,974556 9,169556                                                           | K (ii)(iv)                | 2003                | Dziewięć Sacri Monti – zespołów kaplic z przełomu XVI i XVII w., poświęconych różnym aspektom wiary chrześcijańskiej. |
| 1090    | Monte San Giorgio |         | 45°53′20″N 8°54′50″E/45,888889 8,913889                                                                                 | P (viii)                  | 2003 2010           | Góra w kształcie piramidy (1096 m n.p.m.) na południu Lago di Lugano – jedno z najbardziej znaczących stanowisk skamieniałości flory i fauny z triasu środkowego. Wpis transgraniczny ze Szwajcarią. |
| 1026    | Val d’Orcia |         | Prowincja Siena Toskania 43°04′00″N 11°33′00″E/43,066667 11,550000                                                      | K (iv)(vi)                | 2004                | Val d’Orcia – w XIV i XV w. teren ten włączony został do miasta-państwa Sieny, po czym zaprojektowany i ukształtowany jako idealny wzorzec gospodarowania przestrzenią oraz przykład doskonałego piękna krajobrazu. |
| 1158    | Etruskie nekropolie w Cerveteri i Tarkwinii Etruscan Necropolises of Cerveteri and Tarquinia |         | Prowincja Rzym Prowincja Viterbo Lacjum 42°00′24,6″N 12°06′06,8″E/42,006833 12,101889                                   | K (i)(iii)(iv)            | 2004                | Dwie etruskie nekropole z monumentalnymi grobowcami, wydrążonymi w skale i zwieńczonymi kurhanami i 200 grobowcami ozdobionymi malowidłami – świadectwo kultury Etrusków i ich praktyk pogrzebowych stosowanych od IX do I w. p.n.e.                                                                                                 |
| 1200    | Syrakuzy i skalna nekropolia w Pantalica Syracuse and the Rocky Necropolis of Pantalica |         | Syrakuzy Prowincja Syrakuzy Sycylia 37°03′34,0″N 15°17′35,0″E/37,059440 15,293060                                       | K (ii)(iii)(iv)(vi)       | 2005                | Nekropolia w Pantalica z ponad 5 tys. grobów wykutych w skałach z okresu XIII–VII w. p.n.e. oraz Syrakuzy z licznymi pozostałościami antycznej świetności miasta – świadectwo rozwoju cywilizacji śródziemnomorskiej na przestrzeni trzech tysięcy lat.                                                                              |
| 1211    | Genua: Le Strade Nuove i system pałaców Rolli Genoa: Le Strade Nuove and the system of the Palazzi dei Rolli |         | Metropolitalne miasto Genua Liguria 44°24′44″N 8°55′52″E/44,412222 8,931111                                             | K (ii)(iv)                | 2006                | Strade Nuove i system renesansowych i barokowych pałaców Rolli w historycznym centrum Genui z przełomu XVI i XVII w. – pierwszy w Europie przykład programu urbanistycznego o jednolitej strukturze, w ramach którego projekty rozdzielane były przez władze publiczne.                                                              |
| 1287    | Mantua i Sabbioneta Mantua and Sabbioneta |         | Mantua Lombardia 45°09′34″N 10°47′40″E/45,159444 10,794444                                                              | K (ii)(iii)               | 2008                | Mantua i Sabbioneta – przykłady miast urbanistyki renesansowych. |
| 1276    | Linia kolejowa w Alpach Retyckich wraz z krajobrazem kulturowym Albula/Bernina Rhaetian Railway in the Albula / Bernina Landscapes |         | 46°29′54″N 9°50′47″E/46,498333 9,846389                                                                                 | K (ii)(iv)                | 2008                | Dwie zabytkowe linie kolejowe w Alpach Retyckich: otwarta w 1904 roku linia (67 km) prowadząca przez Albulapass m.in. z 42 tunelami i 144 wiaduktami i mostami oraz linia (61 km) biegnąca przez Berninapass z 13 tunelami i 52 wiaduktami i mostami. Wpis transgraniczny ze Szwajcarią.                                             |
| 1237    | Dolomity The Dolomites |         | 46°36′47″N 12°09′47″E/46,613056 12,163056                                                                               | P (vii)(viii)             | 2009                | Pasmo górskie w północno-wschodniej części Włoch z 18 szczytami o wysokości ponad 3000 metrów, unikalnymi wertykalnymi formami górskimi, wąskimi, długimi i głębokimi dolinami oraz unikalnymi formami polodowcowymi i krasowymi. |
| 1318    | Longobardowie we Włoszech. Ośrodki władzy, 568–774 n.e. Longobards in Italy. Places of the Power (568–774 A.D.) |         | 46°05′39″N 13°25′59″E/46,094167 13,433056                                                                               | K (ii)(iii)(vi)           | 2011                | 7 miejscowości, w których znajdują się zabytki architektury longobardzkiej z pozostałościami malarskimi i rzeźbiarskimi wykonanymi w okresie od VI do VIII wieku we Włoszech: Cividale del Friuli, Brescia, Castelseprio, Spoleto, Campello sul Clitunno, Benewent i Monte Sant’Angelo.                                              |
| 1363    | Prehistoryczne osady na palach Prehistoric Pile Dwellings around the Alps |         | 47°16′42″N 8°12′27″E/47,278333 8,207500                                                                                 | K (iv)(v)                 | 2011                | Wpis transgraniczny z Austrią, Francją, Niemcami, Słowenią i Szwajcarią, obejmujący 111 obszarów w Alpach i w okolicy Alp, na terenie których znajdują się pozostałości prehistorycznych osad na palach z ok. 5000–500 p.n.e. na brzegach jezior i rzek oraz na terenach podmokłych.                                                 |
| 1427    | Etna Mount Etna |         | 37°45′22″N 14°59′48″E/37,756111 14,996667                                                                               | P (viii)                  | 2013                | Wulkan na wschodnim wybrzeżu Sycylii – najbardziej aktywny stratowulkan na świecie o dużym znaczeniu dla wulkanologii, geofizyki i innych nauk o Ziemi. |
| 175     | Medycejskie wille i ogrody w Toskanii Medici Villas and Gardens in Tuscany |         | Toskania 43°51′28″N 11°18′15″E/43,857778 11,304167                                                                      | K (ii)(iv)(vi)            | 2013                | 12 willi i 2 ogrody w Toskanii – świadectwo wpływów rodu Medyceuszy w okresie od XV do XVII w. |
| 1390    | Krajobraz winnic Piemontu: Langhe-Roero i Monferrato Vineyard Landscape of Piedmont: Langhe-Roero and Monferrato |         | Piemont 44°36′31″N 7°57′49″E/44,608611 7,963611                                                                         | K (iii)(v)                | 2014                | 5 winnic o wyjątkowo cennym krajobrazie oraz zamek rodu Cavour, który przyczynił się do rozwoju uprawy winorośli; winnice są świadectwem szeregu procesów technicznych i gospodarczych związanych z uprawą winorośli i produkcją wina.                                                                                               |
| 1487    | Arabo-normańskie zabytki Palermo z katedrami w Cefalú i Monreale Arab-Norman Palermo and the Cathedral Churches of Cefalú and Monreale |         | Prowincja Palermo Sycylia 38°06′39″N 13°21′11″E/38,110833 13,353056                                                     | K (ii)(iv)                | 2015                | 9 zespołów z zabytkami świeckimi i sakralnymi pochodzącymi z okresu Normańskiego Królestwa Sycylii (1130–1194), obejmujące m.in. normańskie katedry w Cefalú i Monreale. |
| 1133    | Pradawne i pierwotne lasy bukowe Karpat i innych regionów Europy Ancient and Primeval Beech Forests of the Carpathians and Other Regions of Europe |         | Abruzja Basilicata Kalabria Apulia Lacjum Emilia-Romania                                                                | P (ix)                    | 2007 2011 2017 2021 | Wpis transgraniczny z Albanią, Austrią, Belgią, Bułgarią, Chorwacją, Hiszpanią, Niemcami, Rumunią, Słowacją, Słowenią Szwajcarią i Ukrainą obejmujący zespoły lasów pierwotnych. |
| 1533    | Fortyfikacje weneckie z XVI–XVII w.: Stato da Terra i zachodnia część Stato da Mar Venetian Works of Defence between the 16th and 17th Centuries: Stato da Terra – Western Stato da Mar                                                                                             |         | Friuli-Wenecja Julijska 44°36′31″N 7°57′49″E/44,608611 7,963611                                                         | K (iii)(v)                | 2014                | Wpis transgraniczny z Chorwacją i Czarnogórą obejmujący 15 obiektów obronnych fortyfikacji Stato da Terra i fortyfikacji Stato da Mar. |
| 1538    | Ivrea, XX-wieczne miasto przemysłowe Ivrea, industrial city of the 20th century |         | Prowincja Turyn Piemont 45°27′27″N 7°52′09″E/45,457500 7,869167                                                         | K (iv)                    | 2018                | Kompleks siedziby koncernu Olivetti, producenta maszyn do pisania, mechanicznych kalkulatorów i komputerów biurowych, z fabryką oraz budynkami administracyjnymi, socjalnymi i mieszkalnymi z lat 1930–1960. |
| 1571    | Wzgórza prosecco w Conegliano i Valdobbiadene Le Colline del Prosecco di Conegliano e Valdobbiadene |         | Prowincja Treviso Wenecja Euganejska 45°57′10,9″N 12°13′34,0″E/45,953028 12,226111                                      | K (v)                     | 2019                | Część regionu upraw winorośli w północno-wschodniej części Włoch, w którym produkowane są wina prosecco, charakteryzująca się wzgórzami o stromych zboczach oraz poletkami winnic na wąskich tarasach zwanych ciglioni tworzącymi szachownice winnic.                                                                                |
| 1650    | Portyki Bolonii The Porticoes of Bologna |         | Bolonia Prowincja Bolonia Emilia-Romania 44°29′38″N 11°20′34″E/44,493889 11,342778                                      | K (iv)                    | 2021                | 12 zespołów podcieni wraz z sąsiednią zabudową w historycznym centrum Bolonii wzniesionych na przestrzeni od XII do dziś, o łącznej długości 62 km. |
| 1613    | Wielkie uzdrowiska Europy The Great Spa Towns of Europe |         | Montecatini Terme Prowincja Pistoia Toskania 43°53′00″N 10°46′00″E/43,883333 10,766667                                  | K (ii)(iii)               | 2021                | Wpis transgraniczny wspólnie z Austrią, Belgią, Czechami, Francją, Niemcami i Wielką Brytanią obejmuje 11 miast, na terenie Włoch – Montecatini Terme. |
| 1623    | Zespoły XIV-wiecznych fresków w Padwie Padua’s fourteenth-century fresco cycles |         | Padwa Wenecja Euganejska                                                                                                | K (ii)                    | 2021                | 8 miejsc z pracami malarskimi artystów takich jak Giotto (1266–1337) – Kaplica Scrovegnich, Guariento di Arpo, Giusto de Menabuoi, Altichiero da Zevio, Jacopo Avanzi i Jacopo da Verona. |
| 1692    | Ewaporatowe formacje krasowe i jaskinie w Apeninach Północnych Evaporitic Karst and Caves of Northern Apennines |         | It | P (viii)                  | 2023                | Obejmuje miejsca na obszarze, na którym zachodziła epigeneza krasu gipsowego. Charakteryzuje się wyjątkowo dużymi skupiskami jaskiń na stosunkowo niewielkim obszarze, rozciągającymi się na przestrzeni ponad 100 km. |

## Obiekty na włoskiej Liście Informacyjnej UNESCO
Poniższa tabela przedstawia obiekty na włoskiej Liście Informacyjnej UNESCO:
Nr ref. – numer referencyjny UNESCO;
Obiekt – polska nazwa obiektu wraz z jej oryginałem na włoskiej Liście Informacyjnej;
Położenie – miasto, prowincja, region; współrzędne geograficzne;
Typ – klasyfikacja według zgłoszenia:
- kulturowe (K),
- przyrodnicze (P),
- kulturowo–przyrodnicze (K,P);

Rok wpisu – roku wpisu na Listę Informacyjną;
Opis – krótki opis obiektu wraz z informacjami o jego zagrożeniu.
     Wpis transgraniczny
| Nr ref. | Obiekt | Zdjęcie | Położenie | Typ                            | Rok  | Opis |
| ------- | --- | ------- | --- | ------------------------------ | ---- | --- |
| 325     | Obszar jezior Lago Maggiore i Orta Lake Maggiore and Lake D’Orta lakelands |         | Prowincja Cusio Ossola Prowincja Novara Piemont 45°57′00″N 8°38′00″E/45,950000 8,633333                                                                          | K (ii)(vi)                     | 2006 | Krajobraz kulturowy wokół jezior Lago Maggiore i Orta. |
| 336     | Ogrody botaniczne Hanbury Hanbury botanical gardens |         | Prowincja Imperia Liguria 43°46′57,7″N 7°33′20,1″E/43,782697 7,555589                                                                                            | K (ii)(iv)                     | 2006 | XIX-wieczne ogrody botaniczne założone przez Thomasa Hanbury’ego (1832–1907). |
| 344     | Orvieto |         | Prowincja Terni Umbria 42°43′00″N 12°06′00″E/42,716667 12,100000                                                                                                 | K (i)(iv)(v)                   | 2006 | Historyczne miasto z licznymi zabytkami architektury średniowiecznej. |
| 349     | Via Appia Via Appia "Regina Viarum" |         | Miasto Stołeczne Rzym Prowincja Latina Lacjum Prowincja Caserta Benewent Kampania Prowincja Potenza Prowincja Matera Basilicata Prowincja Brindisi Tarent Apulia | K (i)(iii)(iv)(v)(vi)          | 2006 | Najstarsza droga rzymska, przebiegająca przez Italię w południowej części Półwyspu Apenińskiego. |
| 351     | Wille dworu papieskiego Villas of the Papal Nobility |         | Miasto Stołeczne Rzym Prowincja Viterbo Lacjum | K (i)(ii)(iii)(iv)             | 2006 | 14 willi i rezydencji wyższego duchowieństwa i arystokracji związanej z dworem papieskim: Palazzo Farnese, Villa Lante, Park Potworów, Palazzo Giustiniani, Willa Mondragone, Villa Parisi, Villa Falconieri, Villa Aldobrandini, Villa Tuscolana, Villa Lancellotti, Villa Sora, Villa Torlonia, Villa Grazioli, Villa Muti i Palazzo Chigi. |
| 1149    | Salento i barok lecceński Salento and the "Barocco Leccese |         | Prowincja Lecce Apulia 40°21′00″N 18°10′12″E/40,350000 18,170000                                                                                                 | K (i)(iii)(iv)                 | 2006 | Półwysep Salentyński z licznymi zabytkami baroku lecceńskiego. |
| 1150    | Cattolica di Stilo i zespoły bazyliańsko-bizantyjskie Cattolica Monastery in Stilo and Basilian-Byzantine complexes                                                                               |         | Prowincja Reggio Calabria Kalabria 38°28′48,7″N 16°28′05,7″E/38,480194 16,468250                                                                                 | K (ii)(iii)(iv)                | 2006 | Cattolica di Stilo i zespoły bazyliańsko-bizantyjskie, obejmujące m.in. takie kompleksy jak Basilica di Santa Maria della Roccella, San Giovanni Theristis, Oratorio di San Marco. |
| 2028    | Arcipelago della Maddalena i wyspy Cieśniny Świętego Bonifacego Archipelago of La Maddalena and Islands of Bocche di Bonifacio                                                                    |         | Sardynia 41°13′13″N 9°23′21″E/41,220278 9,389167 | P (vii)(ix)(x)                 | 2006 | Park Narodowy Arcipelago della Maddalena z wyspami: Razzoli, Spargi, Maddalena, Caprera, Piana, Mortorio i Nibani. |
| 2029    | Motja i Lilibeum: fenicko-punicka cywilizacja we Włoszech Mothia Island and Lilibeo: The Phoenician-Punic Civilization in Italy                                                                   |         | Marsala Prowincja Trapani Sycylia 37°52′06″N 12°28′07″E/37,868333 12,468611                                                                                      | K (iii)(iv)(vi)                | 2006 | Pozostałości starożytnych fenickich miast Motja (ok. 800–397 roku p.n.e.) na wysepce u zachodniego wybrzeża Sycylii i Lilibeum. |
| 2030    | Bradyseizm Pól Flegrejskich Bradyseism in the Flegrea Area |         | Pozzuoli Prowincja Neapol Kampania 40°49′40″N 14°08′21″E/40,827778 14,139167                                                                                     | N (vii)(viii)(x)               | 2006 | Obszar działalności wulkanicznej – wskutek bradyseizmu – powolnego ruchu obniżania lub podnoszenia się ziemi – pozostałości starożytnych miast Baia i Gaiola znajdują się pod wodami Zatoki Neapolitańskiej. |
| 2031    | Cascata delle Marmore i Valnerina: klasztory i starożytne rekultywacyjne prace hydrogeologiczne Cascata delle Marmore and Valnerina: Monastic sites and ancient hydrogeological reclamation works |         | Prowincja Macerata Marche Prowincja Perugia Prowincja Terni Umbria Prowincja Rieti Lacjum 42°32′39″N 12°43′16″E/42,544167 12,721111                              | K (i)(iv)(v)(vi)               | 2006 | Dolina Valnerina zamieszkana w średniowieczu przez mnichów i zakonników bendektyńskich oraz sztuczny wodospad z czasów antycznych – Cascata delle Marmore. |
| 2032    | Pelagos: rezerwat Morza Liguryjskiego Pelagos: The Cetacean Sanctuary |         | Liguria Marche Sardynia Toskania 43°20′18″N 8°39′33″E/43,338333 8,659167                                                                                         | P (vii)(ix)(x)                 | 2006 | Rezerwat morski na Morzu Liguryjskim, utworzony w celu ochrony fauny morskiej, przede wszystkim waleni. |
| 5002    | Asinara Island of Asinara |         | Sardynia 41°04′04,7″N 8°16′58,8″E/41,067961 8,283000 | P (vii)(ix)(x)                 | 2006 | Park Narodowy Asinara. |
| 5003    | Sulcis i Iglesiente Sulcis Iglesiente |         | Sardynia 39°06′00,0″N 8°44′00,1″E/39,100000 8,733361 | P (vii)(ix)(x)                 | 2006 | Regiony wydobywcze Sulcis i Iglesiente. |
| 5004    | Basen marmuru wokół Carrary The Marble Basin of Carrara |         | Prowincja Massa-Carrara Toskania 44°05′00″N 10°06′00″E/44,083333 10,100000                                                                                       | K,P (ii)(vi)(vii)(viii)(ix)(x) | 2006 | Region wokół Carrary w Alpach Apuańskich słynący z wydobycia szlachetnego białego marmuru – marmuru karraryjskiego. |
| 5005    | Transhumancja – królewski szlak pasterski The Transhumance: The Royal Shepherd’s Track |         | Abruzja Molise Kampania Apulia | K,P (ii)(iii)(x)               | 2006 | Sieć szlaków pasterskich wykorzystywanych w pasterstwie transhumancyjnym. |
| 5006    | Volterra: miasto historyczne i krajobraz kulturowy Volterra: Historical City and Cultural Landscape                                                                                               |         | Piza Toskania 43°24′00″N 10°52′00″E/43,400000 10,866667 | K (iv)(v)                      | 2006 | Historyczne miasto z licznymi zabytkami starożytnymi i średniowiecznymi; w krajobrazie wokół miasta dominują charakterystyczne formy: biancane – małe, krągłe kopuły, calanchi – liczne małe, strome doliny i balzi – wielkie przepaście. |
| 5008    | Dolina rzeki Aniene i Villa Gregoriana w Tivoli The Aniene valley and Villa Gregoriana in Tivoli                                                                                                  |         | Miasto Stołeczne Rzym Lacjum 41°57′56″N 12°48′05″E/41,965556 12,801389                                                                                           | K (i)(ii)(iii)(iv)             | 2006 | Dolina rzeki Aniene wraz z zespołem parkowym Villa Gregoriana założonym przez papieża Grzegorza XVI . |
| 5009    | Murge w Altamurze The Murge of Altamura |         | Prowincja Bari Apulia 40°49′00″N 16°33′00″E/40,816667 16,550000                                                                                                  | K (iii)(vii)(viii)             | 2006 | Płaskowyż wapienny z licznymi formami krasowymi, ubogi w wodę i roślinność, gdzie zachowały się ślady dinozaurów sprzed ok. 70 milionów lat (kamieniołom De Lucia) i szczątki człowieka z plejstocenu (jaskinia Lamalunga). |
| 5011    | Jaskinie krasowe prehistorycznej Apulii Karstic caves in prehistoric Apulia |         | Prowincja Lecce Apulia 40°04′57,7″N 18°29′04,2″E/40,082700 18,484500                                                                                             | K (i)(ii)(iii)                 | 2006 | Trzy jaskienie krasowe na Półwyspie Salentyńskim: Grotta Romanelli, Grotta delle Veneri i Grotta dei Cervi, gdzie znaleziono ślady człowieka z okresu od paleolitu górnego |
| 5013    | Cytadela w Alessandrii Citadel of Alessandria |         | Prowincja Alessandria Piemont 44°55′14,6″N 8°36′25,3″E/44,920714 8,607028                                                                                        | K (ii)(iii)(iv)                | 2006 | Twierdza na północny zachód od Alessandrii, służąca jako forteca od późnego średniowiecza, szczególnie w XVIII–XX wieku. |
| 5265    | Masyw Mont Blanc Massif du Mont-Blanc (inscription comme patrimoine naturel transfrontalier, avec France et Suisse)                                                                               |         | Dolina Aosty 45°50′00″N 6°51′00″E/45,833333 6,850000 | P (iii)(iv)(v)                 | 2008 | Masyw alpejski z najwyższym szczytem w Europie – Mont Blanc (4810 m n.p.m.) o wyjątkowym środowisku naturalnym. Wpis transgraniczny z Francją i Szwajcarią. |
| 6107    | Krajobraz kulturowy osad benedyktyńskich w średniowiecznych Włoszech The cultural landscape of the Benedictine settlements in medieval Italy                                                      |         | It | K (ii)(v)(vi)                  | 2016 | Klasztory benedyktyńskie: klasztor benedyktynów w Subiaco, klasztor na Monte Cassino, Sacra di San Michele, klasztor Farfa, San Vincenzo al Volturno i San Vittore alle Chiuse. |
| 6181    | Alpy Morza Śródziemnego Les Alpes de la Méditerranée (Italy) |         | Prowincja Cuneo Prowincja Imperia Liguria 44°07′00″N 7°25′00″E/44,116667 7,416667                                                                                | P (viii)                       | 2017 | Wpis transgraniczny z Francją i Monako – na terenie Włoch wpis obejmuje m.in. Alpy Nadmorskie, Park Regionalny Alp Liguryjskich. |
| 6182    | Krajobraz kulturowy Civita di Bagnoregio The Cultural Landscape of Civita di Bagnoregio |         | Prowincja Viterbo Lacjum 42°37′39″N 12°06′50″E/42,627500 12,113889                                                                                               | K (iii)(v)                     | 2017 | Historyczne miasto Civita di Bagnoregio z charakterystczną średniowieczną zabudową ulokowne na krańcach wulkanu Monti Volsini. |
| 6382    | Via Francigena Via Francigena in Italy |         | Dolina Aosty Emilia-Romania Piemont Lombardia Liguria Toskania Lacjum                                                                                            | K (ii)(iv)(vi)                 | 2019 | Historyczny, transalpejski szlak komunikacyjny w Europie – jeden z najdłuższych europejskich szlaków pielgrzymkowych, wiodący do grobu św. Piotra. |
| 6523    | Sztuka i architektura w prehistorii Sardynii. Domus de Janas Art and Architecture in the Prehistory of Sardinia. The domus de janas.                                                              |         | Sardynia | K (ii)(iii)(vi)                | 2021 | 35 miejsc prehistorycznych na terenie Sardynii z okresu od neolitu, poprzez epokę miedzi aż do wczesnej epoki brązu, ostatniej fazy przednuragijskiej, antycypującej rozwój cywilizacji nuragijskiej (od V do końca III w. p.n.e.). |
| 6539    | Eoceńska różnorodność biologiczna morza w dolinie Alpone Eocene Marine Biodiversity of the Alpone Valley                                                                                          |         | Prowincja Werona Prowincja Vicenza | P (vii)                        | 2021 | 39 Fossillagerstätte w północno-wschodnich Włoszech – osady z nagromadzeniem wielkiej liczby doskonale zachowanych skamieniałości. |
| 6556    | Historyczne teatry w regionie Marche Historical theatres of the Marche Region |         | Marche | K (iii)(iv)(vi)                | 2021 | 61 historycznych teatrów w regionie Marche z okresu od XVI do XIX wieku, często zlokalizowanych w mniejszych miejscowościach. |
| 6557    | Pomniki cywilizacji nuragijskiej na Sardynii Nuragic monuments of Sardinia |         | Sardynia | K (iii)(iv)(v)                 | 2021 | 31 obiektów cywilizacji nuragijskiej. |
| 6554    | System Ville-fattoria w Chianti Classico The system of the Ville-fattoria in Chianti Classico |         | Prowincja Florencja Prowincja Siena | K (iii)(iv)(v)                 | 2023 | Krajobraz kulturowy pomiędzy prowincjami Florencja i Siena ukształtowany w XVI wieku, gdzie organizacja gruntów opierała się na systemie Villa-Fattoria. |
| 6697    | Dowody kultury włosko-greckiej z okresu między wczesnym a późnym średniowieczem Evidence of Italo-Greek Culture between the Early and Late Middle Ages                                            |         | Kalabria | K (ii)(iii)(vi)                | 2023 | 5 obiektów dokumentujących kulturę włosko-grecką z okresu między wczesnym a późnym średniowieczem. |
| 6766    | Europejskie papiernie (z okresu ręcznej produkcji papieru) European Paper Mills (from the era of hand-made paper) (Italy)                                                                         |         | Toskania 43°55′46″N 10°41′30″E/43,929444 10,691667 | K (ii)(iii)(iv)                | 2024 | Propozycja wpisu transgranicznego razem z Czechami, Niemcami, Hiszpanią i Polską – papiernia w miejscowości Pescia. |